# Voie Lyonnaise 7
La Voie Lyonnaise 7 est une piste cyclable faisant partie du réseau express vélo des Voies Lyonnaises. Elle relie Rillieux-la-Pape à Feyzin.

## Histoire

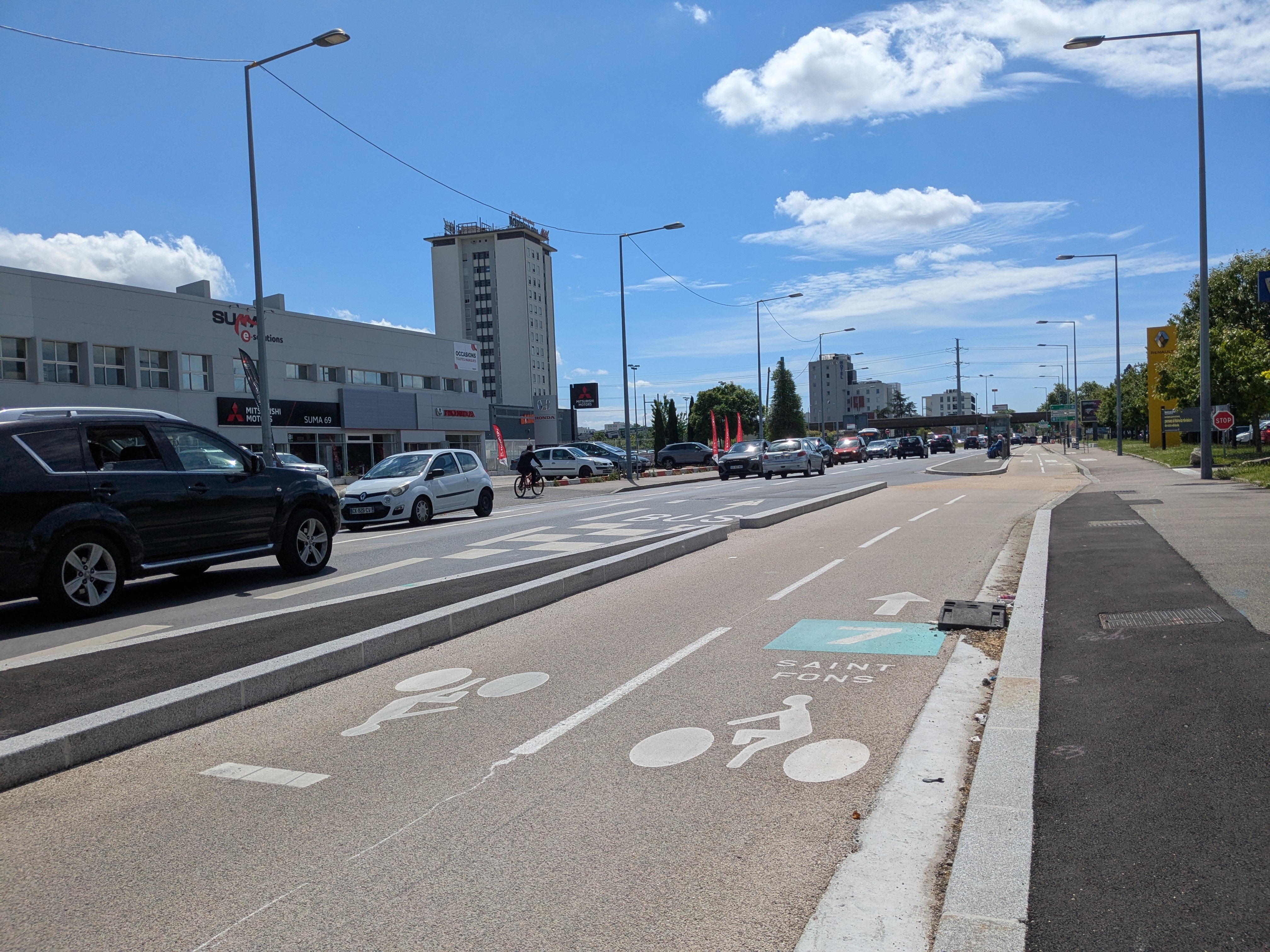
La VL7 sur la route de Vienne.

Le projet des Voies Lyonnaises est lancé en 2022.
Le tracé doit au départ emprunter la voie verte de la Dombes, elle-même aménagée sur l'emprise de l'ancienne ligne de chemin de fer. Les élus locaux, issus de l'opposition, s'opposent au projet, craignant que cette voie verte soit bétonnisée et accueille un flux de circulation trop important pour rester un lieu de promenade. En mai 2024, la métropole abandonne ce secteur pour un tracé alternatif par l'avenue Marc-Sangnier.
Le 15 janvier 2025, le tronçon entre l'avenue Jean-Jaurès dans le 7e arrondissement et Saint-Fons est inauguré. Il permet notamment de traverser le périphérique. La métropole annonce en revanche le report du chantier sur la rue Garibaldi dans le 6e arrondissement, pour que la ville soit moins saturée de travaux.

## Itinéraire
La VL7 commence au niveau de la ZAC de Sermenaz à Rillieux-la-Pape. Elle traverse l'A46 puis se dirige vers le centre de Rillieux. Elle longe l'avenue de l'Hippodrome pour rejoindre Caluire. Arrivé à Cuire, une branche du tracé suit le métro C jusqu'à Croix-Rousse. Une autre emprunte la montée de la Boucle pour descendre sur la rive droite du Rhône. La VL7 traverse le fleuve sur le pont Churchill, longe le parc de la Tête-d'Or, puis descend vers le sud par la rue Garibaldi. Au bout de cette rue, le tracé rejoint la route de Vienne jusqu'à Saint-Fons. La VL7 emprunte alors le boulevard Yves-Farge pour rejoindre Feyzin.